# Södra Latins kammarkör
Södra Latins kammarkör är en svensk blandad kör knuten till Södra Latins gymnasium. Kören har turnerat internationellt och samarbetat med flera av landets främsta orkestrar inklusive Kungliga filharmonikerna. Jan Risberg är dirigent.
År 2010 medverkade Södra Latins kammarkör i SVT:s Luciamorgon som sändes från Kungsholmens kyrka i Stockholm. Vid ett flertal tillfällen har kören också medverkat som Luciatåg i TV4.
Södra Latins kammarkör har ett utpräglat arbete med nutida konstmusik och samarbetar bland annat med Gotlands tonsättarskola. Under åren har kören uruppfört verk av ett flertal svenska tonsättare inklusive Henrik Strindberg och Benjamin Staern.